# جان وارن باترفیلد
جان وارن باترفیلد (انگلیسی: John Butterfield; ۱ ژانویهٔ ۱۸۰۱ – ۱ ژانویهٔ ۱۸۶۹) کارآفرین و سرمایه‌گذار اهل ایالات متحده آمریکا بود، که شرکت باترفیلد اند کمپانی را در سال ۱۸۲۷ تاسیس نمود. این شرکت بعدها با ادغام با چند موسسه مالی دیگر، شرکت خدمات مالی امریکن اکسپرس را تشکیل دادند. وی همچنین پدر ژنرال آمریکایی؛ دانیل باترفیلد بود.